# Jennifer Nichols
Jennifer Nichols (Kansas City (Missouri), 4 oktober 1983) is een Amerikaans boogschutter.
Nichols is danslerares. Ze begon met boogschieten toen ze twaalf jaar was, ze schiet met een recurveboog. Toen ze vijftien was, won ze het nationaal jeugdkampioenschap. Ze deed mee aan de Olympische Spelen in Athene (2004). Individueel kwam ze de eerste twee rondes goed door, maar werd daarna bij de laatste 16 uitgeschakeld door de Koreaan Yun Mi-Jin. Het Amerikaans team behaalde de dertiende plaats.
Haar hoogste notering op de FITA-wereldranglijst (vierde), bereikte ze in juli 2004. Ze deed mee aan de Olympische Spelen in Peking (2008). In 2012 deed ze wederom mee aan de Olympische Zomerspelen en deed ze samen met Khatuna Lorig en Miranda Leek mee aan de teamwedstrijd waar ze in de kwartfinale werden uitgeschakeld.

## Resultaten
| 2003 WK indoor (individueel) 2004 9e Olympische Spelen (individueel) 2006 Pan-Amerikaans kampioenschap | 2007 4e WK outdoor (individueel) Pan-Amerikaanse Spelen (individueel) Pan-Amerikaanse Spelen (team) |